# Jeshua Urizar
Jeshua Jesafeth Urizar Batres (ur. 19 października 2004) – gwatemalski piłkarz występujący na pozycji lewego obrońcy, reprezentant Gwatemali, od 2022 roku zawodnik Mixco.